# Floresboszanger
De floresboszanger (Phylloscopus floresianus synoniem: Phylloscopus presbytes floris) is een endemische vogelsoort op Flores uit de familie van de Phylloscopidae. De vogel werd in 2014 door Dickinson & Christidis als ondersoort Seicercus presbytes floresianus geldig beschreven.

## Verspreiding en leefgebied
Het is een vogel van tropische bergbossen op Flores. De soort is onderdeel van een complex van nauw verwante soorten in vergelijkbaar habitat waartoe ook de Timorese boszanger (P. presbytes),  bergboszanger (P. trivirgatus), luzonboszanger (P. nigrorum), sulawesiboszanger (P.  sarasinorum), papoeaboszanger (P. poliocephalus) en de San-Cristobalboszanger (P. makirensis) behoren.
Het zijn vogels die voorkomen in dicht struikgewas in rotskloven. 